# صبرة
صبرة إحدى بلديات دائرة صبرة بولاية تلمسان الجزائرية. كان يطلق عليها توران خلال الإستعمار الفرنسي.
تتواجد في صبرة عين ماء مشهورة تدعى «عين صبرة» وهي منطقة تتميز بالماء العذب ووافرة الظلال. يتواجد فيه العديد من الحمامات. «حمام زناقي» و«حمام بوريش» بالإضافة إلى مرشات «هامل»
ينتسب سكان صبرة إلى قبيلة ذوي يحي التي بدورها تنقسم إلى ثلاث فروع وهي أهل بلغافر وأولاد عدو وأولاد حمو ويضاف إليهم أهل تمكسالت.و القبيلة فرع من عرب المعقل التي تمتد مواطنهم من تلمسان الجزائرية إلى فاس المغربية وهؤلاء المعقل ينتسبون إلى جعفر بن أبي طالب رضي الله عنه وها كله بالاعتماد على ما ذكره المؤرخون والنسابة.
كما تعتبر من أهم المناطق التي تساعد على تربية المواشي والخيول والدواجن تتميز أراضيها بالخصوبة.
كما تحتوي على عدة خدمات ثقافية وتربوية وتعليمية مثل المركب الرياضي الجواري الشهيد وهراني أحمد، المسبح الأولمبي الجواري الشهيد بن مالك بلخير الملعب البلدي الشهيد دحماني محمد 
تتكون من عدة مساجد أهمها المسجد العتيق مبارك الميلي وهو أكبر مسجد بالمدينة، مسجد عمر بن الخطاب حي الأخوين غربي، ومسجد أبو بكر الصديق حي 20 أوت 1956، مسجد عثمان بن عفان حي أول نوفمبر 1954، مسجد الشهداء بحي سيدي العربي. وعدة مؤسسات تعليمية ابتدائية مثل حساين زيتوني، وهراني خيرة، راشدي أحمد، حليلم قدور إلخ، متوسطات مثل ابن منصور بومدين، بونغلة عبد القادر، الاخوة بوخاري، وثانويتين بوزيدي محمد المدعو المختار ومتقن قاضي عكاشة، ومركز التكوين المهني والتمهين.
القرى والمداشر
صبرة مدينة، برباطة، المشاور، الشريعة، تيلفت، سيدي العربي، وادي الزيتون، الجردة، أهل الغافر، مول الدشرة.
المعالم التذكارية و الآثار التاريخية ساحة الشهداء، المعلم المخلد لمعركة بويغزل، المعلم المخلد لمعركة السويق، المعلم المخلد لمعركة بوفرياس، مركز التعذيب (مقر الدرك الوطني القديم)، معلم تاريخي المدرسة القرآنية (مقر جمعية العلماء المسلمين الجزائريين)، معلم تاريخي محطة القطار، معلم تاريخي قاعة السينما (حاليا القاعة المتعددة النشاطات الشهيد بن منصور حامد)، معلم تاريخي مكتب بريد صبرة.

## تاريخ المدينة
تحمل المدينة اسم صبرة تعبيرا عن المرأة الفاضلة الشريفة الصابرة التي أبت على شرفها حتى وإن قتل الجنود الانكشاريون رضيعها ولم يروا حتى وجهها في حقبة الحكم العثماني للجزائر.
وإبان الاستعمار الفرنسي كانت تحمل المدينة اسم تيران اسسها المعمرون الفرنسيون سنة 1878 م
وقد تم اختيار المنطقة لوفرة المياه بها وهوائها العليل خصوبة ارضها وتم اعتمادها منطقة زراعية إذ أنتجت المنطقة قديما العنب الموجه للتخمير إضافة للخضر والفواكه.
وكذلك تتخذ المدينة موقعا استراتيجيا إذ تقع في سفح سلسلة جبلية وغابات كثيفة وجبال صخرية جعل منها منطقة منيعة وعصية حيث اتخذ الثوار من حبالها مركزا لشن عملياتهم وهجومهم على المعمرين وجنود الاحتلال في ثورة التحرير حيث تواجد بغاباتها كثير من قادة البلاد لاحقا كالرئيس أحمد بن بلة والرئيس هواري بومدين والرئيس عبد العزيز بوتفليقة.
معروفة منطقة صبرة بمجاهديها المعرفين والذين اعطوا للعدو الفرنسي دروسا من بين المجاهدين المرحومين بن زيان، احمد الوهراني بن ميلو عبد القادر، بوزيان محمد ولد قدور، الشهيد عقب الليل رحال بن عمارة زناقي قويدر بلخير الخ......